# Colônia Jaguari
A Colônia Jaguari foi uma Colônia de Imigrantes, principalmente italianos, alemães e poloneses. A colônia se localizava principalmente na atual cidade de Jaguari.

Planta da vila, em 1907